# 王雅 (北朝)
王 雅（おう が、? - 561年）は、中国の西魏・北周の武将。字は度容。本貫は闡熙郡新囶県。

## 経歴
宇文泰に召されて軍に入り、戦功を重ねて、都督に任ぜられ、居庸県子の爵位を受けた。
535年、宇文泰の下で東魏の竇泰の侵攻を潼関で迎撃した。沙苑の戦いでは、寡兵をかえりみず、歩兵を率いて奮戦した。また邙山の戦いにも参加し、西魏軍は敗れて諸将はみな退いたが、王雅はひとり馬をめぐらせて東魏軍の進軍をはばみ、9人を斬って敵がややひるんだ隙に、軍を退却させた。宇文泰は「王雅のからだはことごとく胆でできている」と感嘆した。前後の功績により、爵位は居庸県伯に進み、帥都督・敷城郡太守に任ぜられた。大都督・延州刺史となり、夏州刺史に転じ、車騎大将軍・儀同三司を加えられ、驃騎大将軍・開府儀同三司に進んだ。
北周の明帝の初年、汾州刺史に任ぜられた。561年、再び夏州刺史となり、夏州で死去した。
子の王世積が後を嗣ぎ、上大将軍・宜陽郡公に上った。

## 伝記資料
- 『周書』巻29 列伝第21
- 『北史』巻68 列伝第56